# Москвитин, Александр Морисович
Александр Морисович Москвитин (род. 17 июля 1954, Улан-Удэ, РСФСР, СССР) — советский и российский художник, книжный график-иллюстратор.

## Биография
Александр Морисович Москвитин родился в 1954 г. в Улан-Удэ в семье художника. С 1969 по 1974 г. учился в Иркутском училище искусств на декоративно-оформительском отделении. В 1974-75 гг. работал в Иркутских творческо-производственных мастерских Художественного фонда РСФСР. Член Союза художников СССР с 1987 г. С 1993 года-член Международного Художественного Фонда, Московского союза художников. С 1994 года — член Международной Федерации художников при ЮНЕСКО. Участник многих областных, региональных, всероссийских и международных выставок. Своими родными городами художник считает Улан-Удэ (где родился и провел детство), Иркутск (где начинал свой творческий путь) и Москву, где живёт и работает с 1990 года.
Картины Александра Москвитина выставлялись на выставках различного уровня: Москва, Париж, Нью-Йорк, Милан, София, Улан-Батор, Лондон, Сеул, Франкфурт-на-Майне.
Лауреат премии «Имперская культура» (2011) за художественный атлас России, лауреат премии «Трубящий ангел России».

## О творчестве
Александр Москвитин — художник широкого диапазона. Станковая живопись, графика, монументальные росписи, проекты по реконструкции, керамические панно с рельефом, скульптура, римская и флорентийская мозаика, керамика, инкрустация по дереву, — вот лишь неполный перечень направлений мастера.
Его творчество охватывает и разные жанры. Известно более двухсот пейзажных работ художника, формат многих из них более полутора метров в длину и высоту. К ним относятся живописные циклы «Острова моей памяти» («Острова»), «Память цивилизаций», «Берег бурых медведей», а также полотна «Вечность», «Вид Улан-Удэ с улицы Трубачеева», «Зимний Иркутск» и многие другие.
К анималистическому жанру принадлежит полотно «Дикие жители диких предгорий» ("Кони на прибрежных лугах), а также многочисленные картины, изображающие рыб: «Ленки и хариусы в сети», «Полет красных рыб», «На реке Волге».
На сегодня портретная галерея Александра Москвитина составляет более пятидесяти изображений его современников и несколько автопортретов. Наиболее известными из них являются «Портрет фотографа Бориса Дмитриева», «Фотограф Константинов на Байкале», «Цырен Намжил Очиров», «Портрет музыковеда Цыбудеевой».
Особое место в его творчестве занимают исторические полотна. Примером может служить конный портрет Романа Федоровича Унгерна фон Штернберга, а также многофигурное полотно «Мистерия» («В Дацане праздник») и многие другие.